# Приворотень найшорсткіший
Приворотень найшорсткіший (Alchemilla hirsutissima) — вид квіткових рослин родини трояндових (Rosaceae).

## Біоморфологічна характеристика
Це багаторічна рослина 5–25 см заввишки. Запушення всеї рослини дуже густе та жорстке, але квітножки майже голі. Зубці листків великі, гострі.

## Поширення
Ендемік Криму, Україна.
В Україні вид росте на лугових і кам'янистих схилах — у гірському Криму, зрідка.